# Ramal G4 del Ferrocarril Belgrano
El Ramal G4 pertenece al Ferrocarril General Belgrano, Argentina. Actualmente recibe formaciones de Trenes Argentinos entre las estaciones Villars y Lozano, además de tener el tramo entre esta última y Navarro en obras con miras a la rehabilitación de los servicios regulares de pasajeros.

## Ubicación
Se halla enteramente en la provincia de Buenos Aires, atravesando los partidos de General Las Heras, Navarro, Chivilcoy, Alberti, Bragado, Nueve de Julio, Carlos Casares, Pehuajó, Carlos Tejedor y General Villegas.

## Historia
El ramal fue construido por la Compañía General de Ferrocarriles en la Provincia de Buenos Aires en 1911, abriéndose a los servicios el 7 de diciembre de ese mismo año. Con la nacionalización de 1950, pasó a formar parte del Ferrocarril General Belgrano. El 28 de octubre de 1961 empezaron a cesar sus servicios a causa del Plan Larkin desde Villars hasta General Villegas. El tramo entre Villars y Patricios funcionó hasta 1993.
A fines de octubre de 2020, se anunció la recuperación del servicio de trenes entre González Catán y Navarro.
En enero de 2021, el ministro de transporte Mario Meoni visitó la localidad de Navarro, anunciando la vuelta del servicio de tren a Navarro después de 30 años.
El 22 de diciembre de 2022 se concretó la llegada a Villars de los servicios del procedentes del Ramal G, mientras que en octubre de 2023 fue habilitada la extensión hasta Lozano.
Tras la toma de posesión por parte de Trenes Argentinos del tramo Lozano - Navarro para las tareas finales de reactivación, la Asociación Ferroviaria Belgrano Sur finalizó la recuperación de las vías hasta el km 133, pasando por Anasagasti y Las Marianas, con lo cual quedaron los 2 km finalizados hasta Moll.

## Características
Es un ramal de la red de Ferrocarril de vía estrecha, cuya extensión es de 433 km entre las cabeceras Villars y General Villegas.

## Imágenes

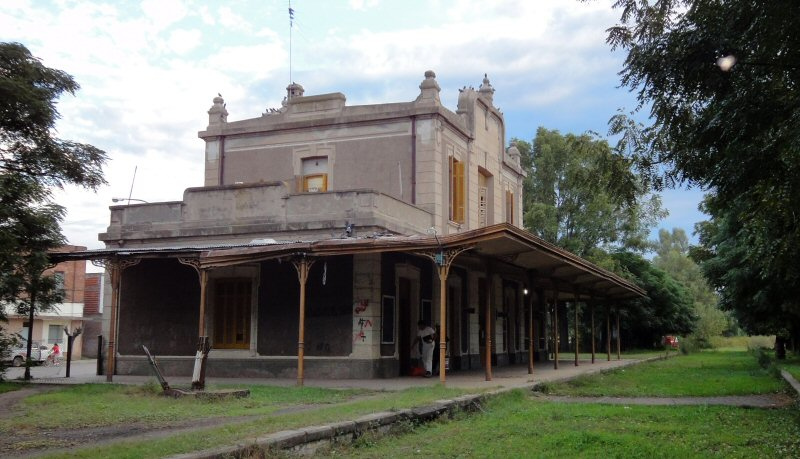
Navarro
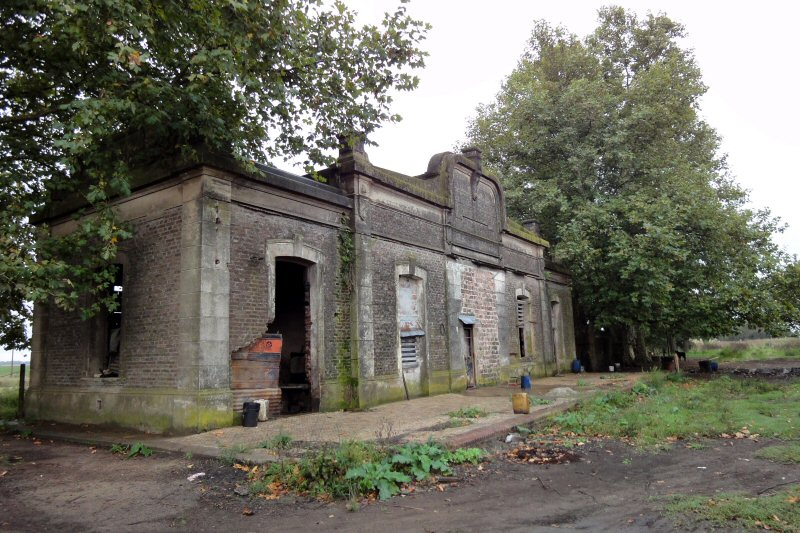
Anasagasti
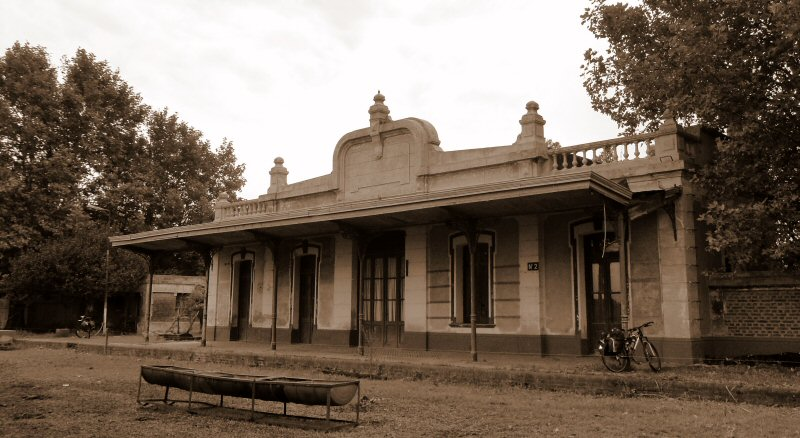
Las Marianas
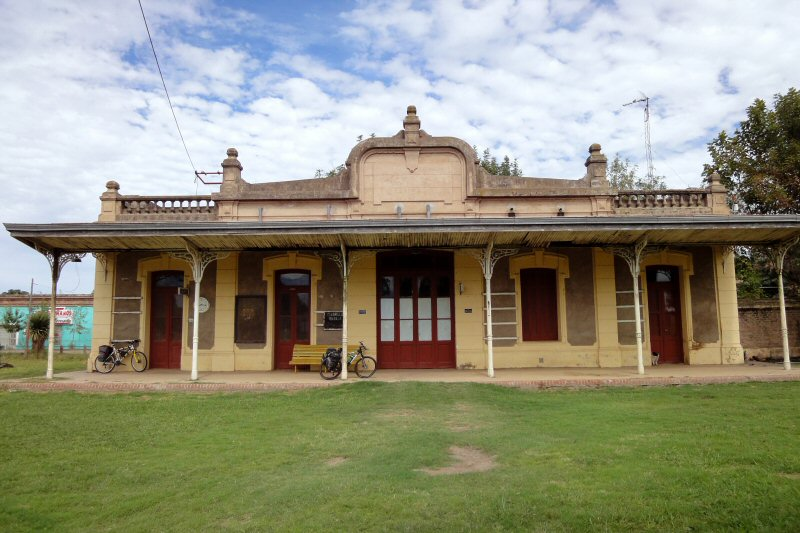
Moll
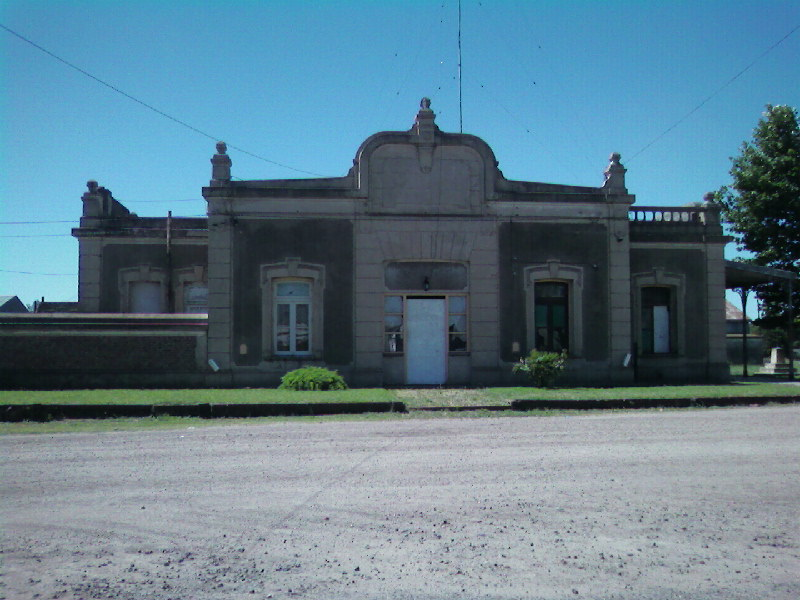
Moquehuá
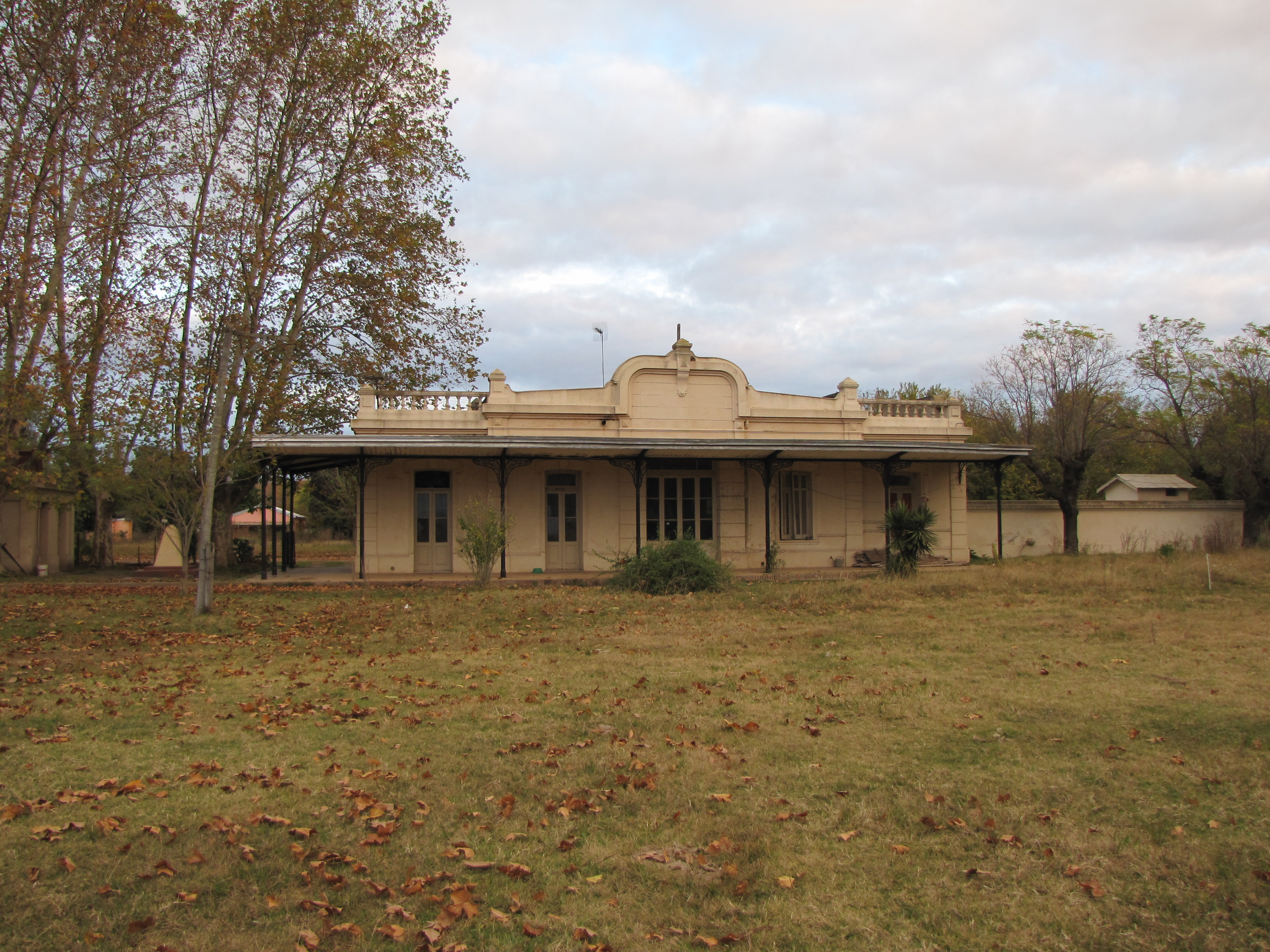
Achupallas
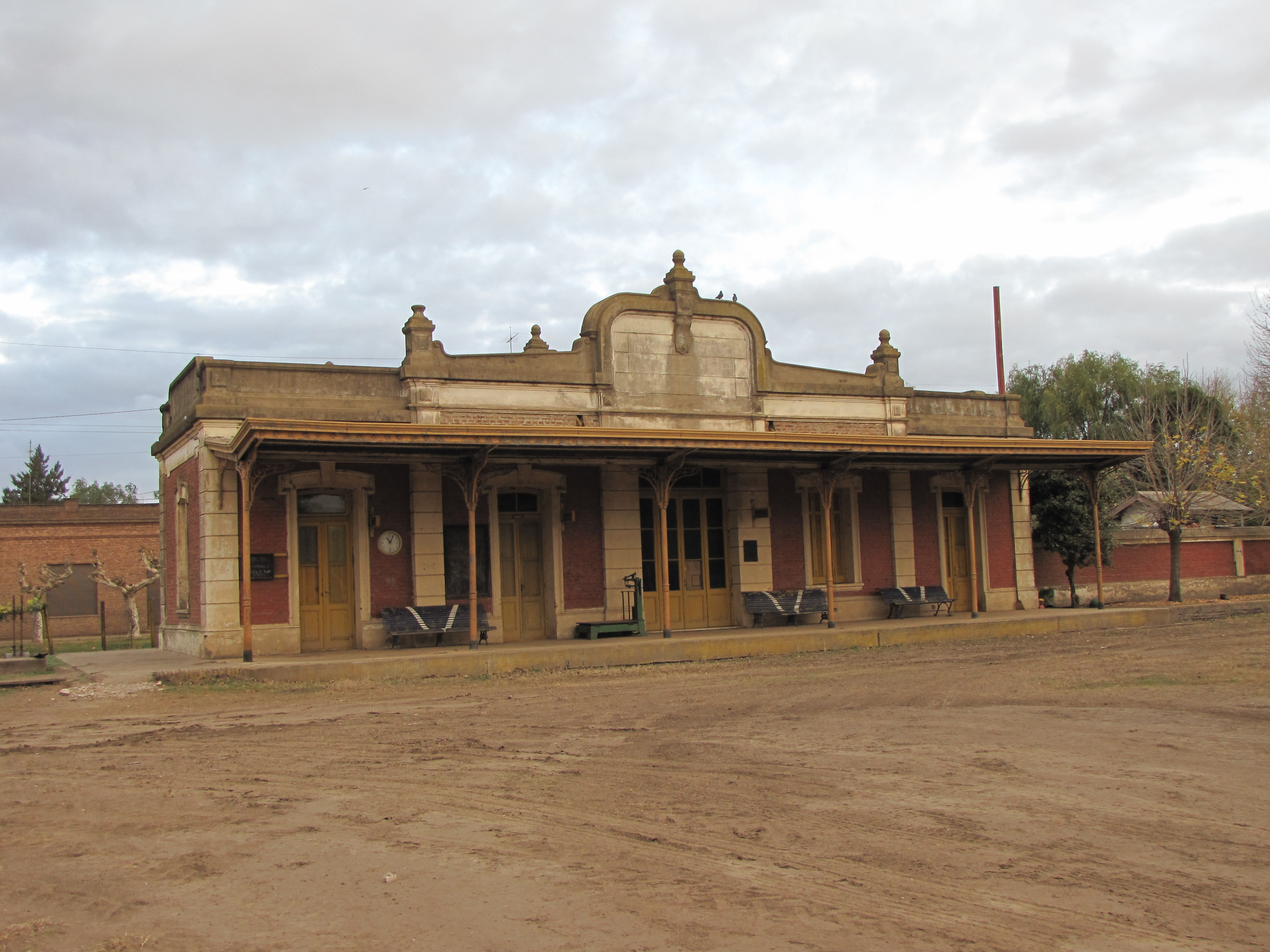
Plá
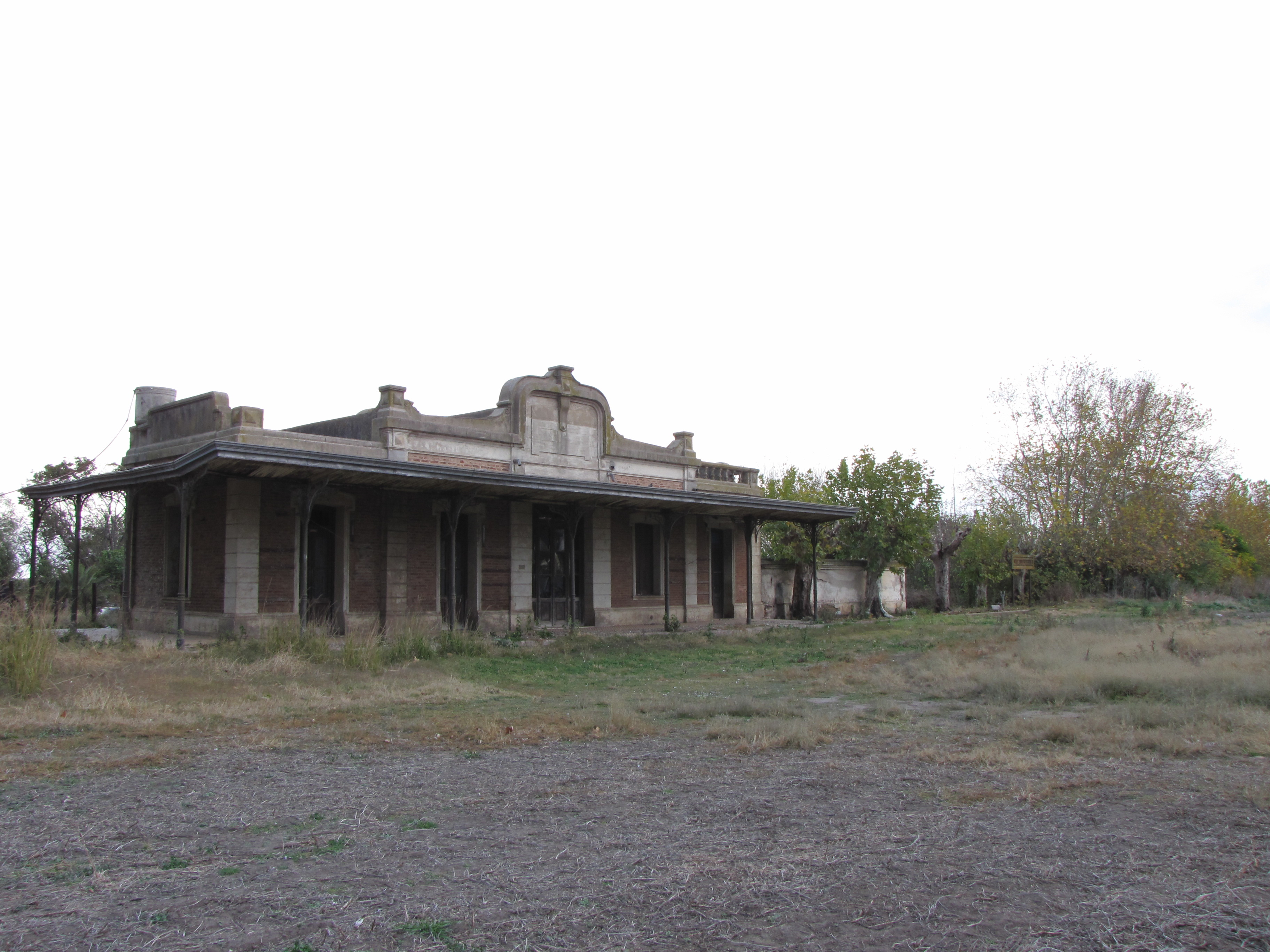
Palantelén
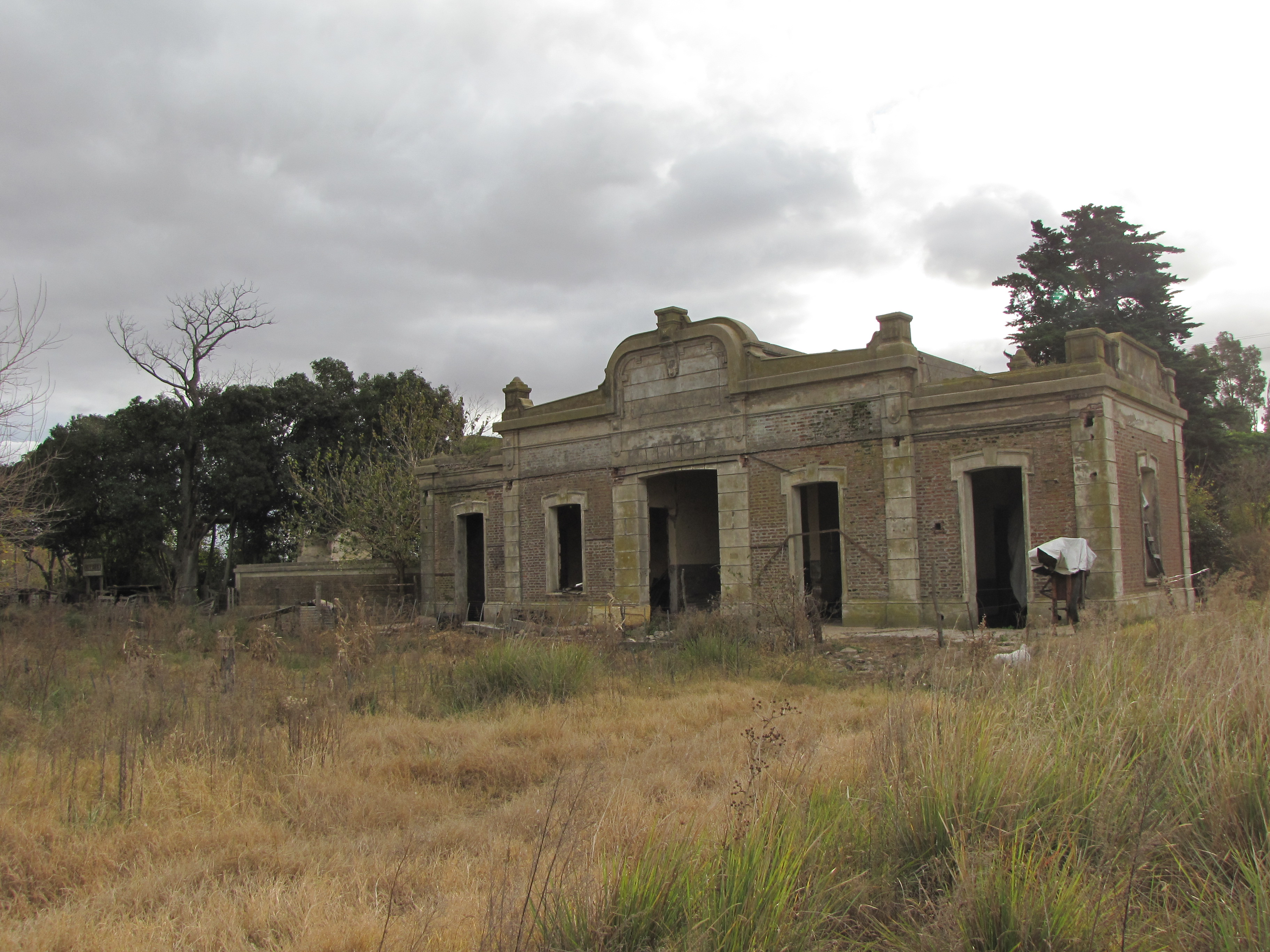
Asamblea
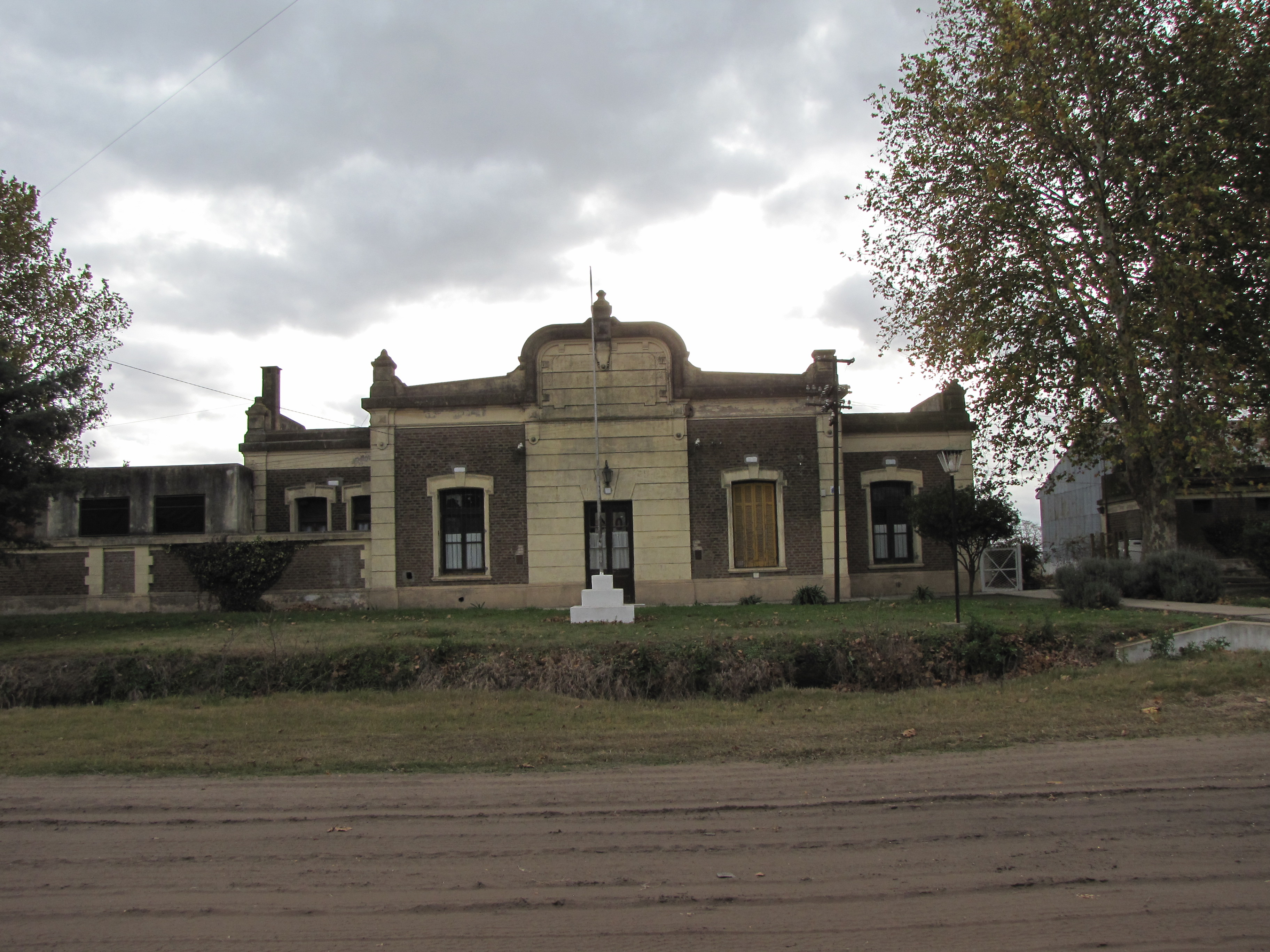
Comodoro Py
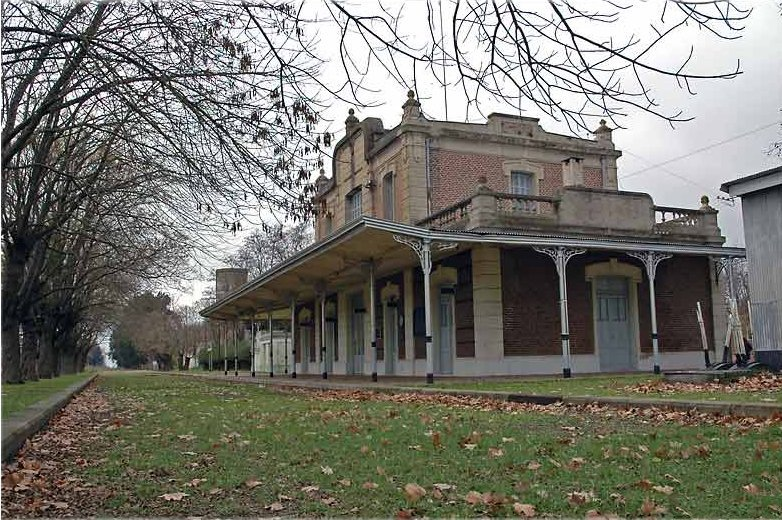
Patricios